# Un nommé La Rocca
Pour plus de détails, voir Fiche technique et Distribution.
Un nommé La Rocca est un film franco-italien réalisé par Jean Becker et sorti en 1961.

## Synopsis
Roberto La Rocca, au passé trouble, s'est retiré des « affaires » à la campagne. Un jour, un informateur lui apprend que son ami Xavier Adé a été injustement incarcéré pour meurtre. Afin de venir en aide à son ami, La Rocca contacte à Marseille Villanova, l'ex-associé de Xavier qu'il soupçonne de cette machination. Lors de leur affrontement, La Rocca l'abat et renoue alors avec le milieu en accaparant son tripot. Il poursuit néanmoins son objectif en joignant Geneviève, la sœur de Xavier. Lors d'un racket, il est blessé et capturé. Il retrouve Xavier en prison. On leur propose d'anticiper leur libération s'ils acceptent de participer au déminage de garrigues maritimes restées piégées depuis la Seconde Guerre mondiale. Lors de l'une de ces dangereuses opérations, Xavier perd un bras en voulant protéger La Rocca. Cet acte héroïque leur vaut d'être immédiatement libérés. Pour l'avenir, Xavier et Geneviève souhaitent s'associer avec La Rocca en achetant ensemble une grande propriété. Sans en informer La Rocca, Xavier profite de l'infirmité de Nevada, un riche truand, pour lui extorquer l'argent nécessaire. Pendant que Xavier est parti signer l'acte d’achat, les hommes de main de Nevada font irruption à son domicile où ils trouvent La Rocca et Geneviève. Durant la rixe qui s'ensuit, Geneviève est mortellement blessée en s'interposant devant le revolver qui visait La Rocca. Celui-ci rompt définitivement son amitié avec Xavier qu'il rend responsable du décès de Geneviève.

## Fiche technique
- Titre original : Un nommé La Rocca
- Titre italien : Quello che spara per primo
- Réalisation : Jean Becker
- Scénario : Jean Becker d'après le roman de José Giovanni L'Excommunié (Série noire/Éditions Gallimard, 1958)
- Dialogues : José Giovanni
- Assistants à la réalisation : Serge Witta, Claude Othnin-Girard
- Décors : Maurice Petri, assisté de Jacques Mély
- Ensemblier : Guy Maugin
- Maquillages : Marcel Bordenave
- Photographie : Ghislain Cloquet
- Cadrage : Pierre Lhomme, assisté d'Étienne Becker et d'Emmanuel Machuel
- Son : André Hervée, assisté de Jean Chaye, Daniel Héron et Gaston Demède
- Montage : Denise de Casabianca, assistée de Janine Oudoul
- Musique : Claude Normand
- Arrangements musicaux : Gérard Lévecque (éditions Hortensia)
- Photographe de plateau : Alain Sauvan
- Production : Adry De Carbuccia, Roland Girard
- Directeur de production et producteur exécutif : René-Gaston Vuattoux
- Sociétés de production[1] : Da Ma Produzione (Italie), Les Films du Cyclope (France)
- Sociétés de distribution[1] : Pathé, Les Acacias (France), Tamasa Distribution (vente à l'étranger), Omnia-Deutsche film export/GMBH (Allemagne)
- Pays de production :  France,  Italie
- Langue originale : français
- Format : noir et blanc — 35 mm — 1,66:1 — son monophonique (Westrex)
- Tirage : Laboratoire GTC de Joinville
- Genre : policier, drame
- Durée : 102 minutes
- Dates de sortie : 
  - France : 17 novembre 1961
  - Allemagne : 19 octobre 1962
- (fr) Classification et visa CNC : mention « tous publics », visa d'exploitation no 24708 délivré le 2 mai 2002
- Affiche : Vanni Tealdi (France)

## Distribution
- Jean-Paul Belmondo : Roberto La Rocca, l'ami de Xavier
- Christine Kaufmann : Geneviève Adé, la sœur de Xavier
- Pierre Vaneck : Xavier Adé, le petit malfaiteur emprisonné
- Béatrice Altariba : Maud, une maîtresse de Villanova
- Henri Virlogeux : Ficelle, un homme de main de Villanova
- Mario David : Charlot l'élégant, un homme de main de Villanova
- Pedro Serano : Migli
- Charles Moulin : Cipriano, le truand qui a rendez-vous avec Villanova
- Jean-Pierre Darras : Nevada, le truand infirme
- Claude Piéplu : le directeur de la prison
- Michel Constantin : le chef des racketteurs américains
- Frédéric Lambre : Fanfan
- Claude Jaeger : Fernand l’Italien
- Gérard Hernandez : un détenu démineur
- Henri Arius : le chef responsable du cachot de la prison
- Edmond Beauchamp : l'avocat de Xavier
- Jacques Léonard : le joueur qui refuse de partir
- André Chaumeau : le surveillant du réfectoire
- Nico : Villanova, l'associé de Xavier
- Jean Gras : le préposé aux cellules du cachot de la prison
- Mick Besson : le détenu travaillant devant Roberto, sortant du cachot
- Pierre Mirat : le patron du « club » racketté
- Leroy Haynes : un racketteur
- Dominique Zardi : le prisonnier sautant sur une mine
- Jean Luisi : un employé du cercle de jeu de Villanova
- Yvon Jeanclaude : un homme de main du racketteur
- Bernard Charlan : le surveillant de l'atelier
- Marc Arian : un détenu au réfectoire
- Adrien Cayla-Legrand : Albert, un surveillant du réfectoire
- Pierre Durou : un prisonnier
- Maurice Auzel : un prisonnier
- Jean Minisini : un homme de main de Nevada
- Jacques Préboist (sous toute réserve) : un gardien de prison au parloir
- Giovanni Père
- Jean-Louis Marest

## Tournage

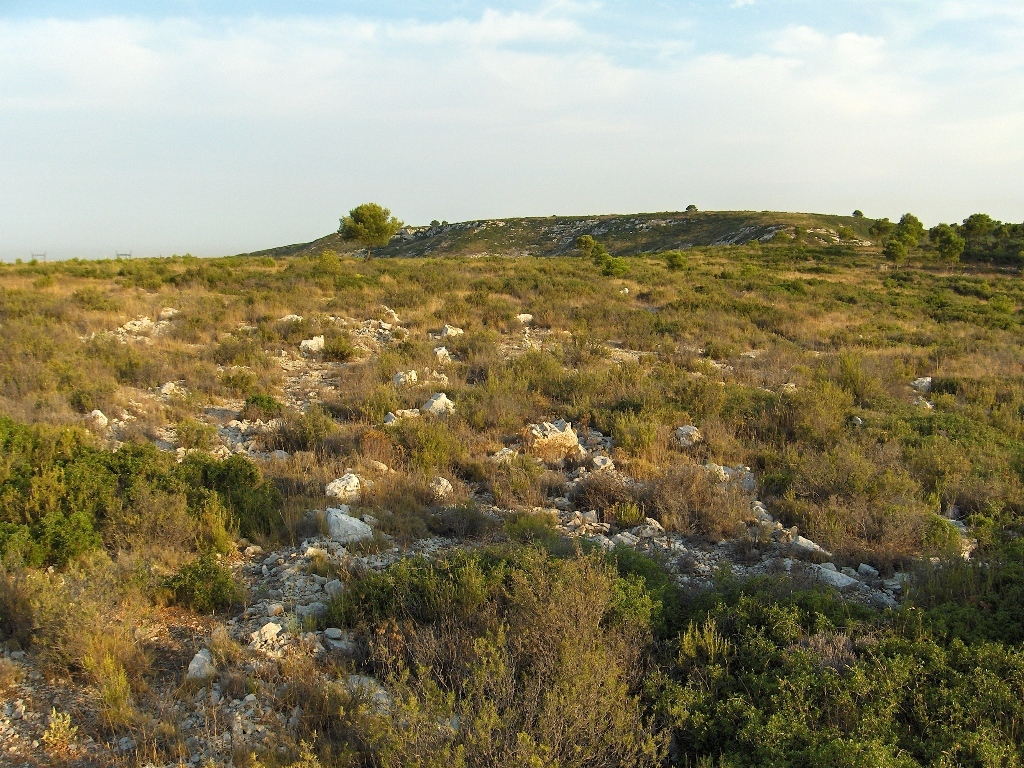
Garrigue à La Couronne

- Extérieurs : Marseille, hameau de La Couronne à Martigues (Bouches-du-Rhône)[2].
- Intérieurs : studios Jean-Pierre Melville.

## Accueil
Patrick Raynal : « Le passage où l'on voit les condamnés obligés de nettoyer un champ de mines allemand, en échange d'une remise de peine ou d'une grâce plus ou moins illusoire, est un morceau d'anthologie aussi bien dans le livre que dans le film, d'ailleurs, qu'en tira Jean Becker en 1961. Les histoires de Giovanni sont si simples, on pourrait même dire si simplistes, que les rendre avec succès à l'image exige autant de pudeur et de retenue que l'écrivain a mis lui-même à les écrire. Bourrées de valeurs morales un peu désuètes et parfois grandiloquentes, elles ne tiennent souvent que par l'émotion et le véritable sens de la tragédie qu'elles véhiculent. Servi par un Belmondo sobre et élégant, encore transfiguré par son passage chez Jean-Luc Godard, et un Pierre Vaneck qui n'a jamais été aussi convaincant, Un nommé La Rocca se tire parfaitement de cette gageure et tient tout à fait son rang dans la longue liste des bons films noirs français des années 1960. À noter que José Giovanni ne dut pas être tout à fait convaincu par le film de Becker puisqu'en 1972 il en tourna un remake. Est-ce la couleur, le parti-pris plus flamboyant de la mise en scène ou les grimaces plus accentuées de Belmondo, mais La Scoumoune est à mon sens moins convaincant qu'Un nommé La Rocca. »

## Autour du film
- Insatisfait de l'adaptation cinématographique de son roman effectuée par Jean Becker, José Giovanni réalisera sa propre version en 1972, sous le titre La Scoumoune, toujours avec Jean-Paul Belmondo en vedette.
- Au début des années 1960, Jean-Paul Belmondo vint par deux fois à Martigues lors des tournages des premiers longs métrages de fiction des fils de deux talentueux réalisateurs. En 1961, il est en compagnie de Pierre Vaneck dans les garrigues martégales[Note 2],[2] pour les scènes du déminage dans le dramatique Un nommé La Rocca réalisé par Jean Becker[Note 3] tandis qu'en 1963 il se retrouve avec Jeanne Moreau sur un quai du centre-ville pour quelques plans de la comédie Peau de banane réalisée par Marcel Ophüls[Note 4]. Deux productions franco-italiennes filmées en noir et blanc par des fils qui, en dignes héritiers de leurs pères, deviendront également de talentueux cinéastes.